# Günter Blobel
Günter Blobel, född 21 maj 1936 i Waltersdorf i Schlesien (nuvarande  Niegosławice i Polen), död 18 februari 2018 i New York, var en tysk-amerikansk biolog. Han tilldelades Nobelpriset i fysiologi eller medicin år 1999 för "upptäckten att proteiner har inbyggda signaler som styr deras transport och lokalisation i cellen".
Blobel tog doktorsexamen 1967. År 1976 blev han professor vid Rockefeller University i New York.
I våra celler bildas ständigt en mängd livsviktiga proteiner som måste transporteras ut ur cellen eller till cellens olika beståndsdelar. Blobel upptäckte hur nybildade proteiner passerar in genom organellernas höljen, membraner, och hur de dirigeras till rätt ställe i cellen.
Redan i början av 1970-talet upptäckte han att nybildade proteiner har en inbyggd signal som är avgörande för att de styrs till och tränger igenom det så kallade endoplasmatiska nätverkets membran. Han visade också att liknande "adresslappar" dirigerar proteinerna till cellens övriga organeller.
De principer som Günter Blobel upptäckte och beskrev har visat sig vara allmängiltiga och fungerar på samma sätt i jäst-, växt- och djurceller. Flera ärftliga sjukdomar hos människan orsakas av att dessa signaler och transportmekanismer inte fungerar normalt.
1993 tilldelades han Albert Lasker Basic Medical Research Award.

## Utmärkelser
- NAS Award in Molecular Biology,  1978[8]
- Gairdner Foundation International Award,  1982
- Richard Lounsbery Award,  1983[9]
- Otto Warburg-medaljen,  1983[10]
- E.B. Wilson-medaljen,  1986[11]
- Keith R. Porter-föreläsning,  1986
- Louisa Gross Horwitz-priset,  1987[12]
- Max Delbrück-medaljen,  1992
- Max Planck forskningspris,  1992
- Albert Lasker Basic Medical Research Award,  1993[13]
- Kung Faisals internationella pris i vetenskap, med  James Rothman och Hugh Pelham,  1996
- Nobelpriset i fysiologi eller medicin,  1999[14][15]
- Massry-priset,  1999
- Pour le Mérite för vetenskap och konst,  2001[16]
- Great Immigrants,  2006[17][18]
- Fellow of the AACR Academy,  2014
- Alexander von Humboldt-stipendiat
- Förbundsrepubliken Tysklands förtjänstorden - stora kommendörskorset med stjärna
- Humboldtpriset

[Redigera Wikidata]